# ダイバーズマウスシンドローム
ダイバーズマウスシンドロームとはスクーバダイビングが原因となって発症もしくは増悪する、顎口腔周囲組織の疾患の総称。

## 分類
ダイビング中の水圧変化に起因するものと、マウスピースを装着することに起因するものに大別される。

### 水圧変化に起因するもの
- 歯のスクイーズ、リバースブロック
- 充填物の破損、脱離
- 義歯の過吸着

### マウスピース装着に起因するもの
- 顎関節症
- 歯周病
- 酸欠、頭痛
- 補綴物の破損

### その他
- ドライマウス
- 悪心

## 各論

### 歯のスクイーズ、リバースブロック
歯の充填物や合着材料、根管、根尖病巣、未処置のう蝕の他、重度の歯周病に罹患した歯周組織、炎症のある上顎洞などに気泡が混在する場合、ダイビング中の水圧変化によってこの気泡に体積変化が生じ、痛みや不快感の原因となる。

### 充填物の破損、脱離
アマルガムやコンポジットレジンなどの充填物や、インレーやクラウンなど修復補綴物の合着材料に気泡が混在する場合、水圧変化に伴う気泡の体積変化によって劣化が生じ、充填物の破損や、修復補綴物の脱離の原因となる。

### 義歯の過吸着
辺縁封鎖状態が良好な有床義歯において、口腔粘膜と義歯床との間に不適合や調整による空隙があり、ここに空気が介在する場合、ダイビング中の沈降に伴う水圧低下によってこの空気の体積が減少し、義歯の過度な吸着を誘発する。

### 顎関節症
ダイビング中のマウスピース装着によって誘起される“持続的なかみしめ”“臼歯部の咬合支持欠落”“下顎の前方編位”が顎関節や閉口筋群に対する負担となり、顎関節症の発症または増悪の原因となる。

### 歯周病
特に歯周病に罹患したダイバーがマウスピースを持続的に咬合保持した場合、マウスピースを咬合する歯に過度な負担が加わり、咬合性外傷様の症状を発症したり歯周病を増悪する原因となる。

### 酸欠・頭痛
特にマウスピースを強くかんで保持するダイバーの場合、マウスピース装着中の開口量減少にともなって呼吸抵抗が増加し、酸欠や息苦しさ、頭痛の原因となる。

### 補綴物の破損
マウスピースを咬合保持するための歯を喪失し、ブリッジや有床義歯による欠損補綴を施したダイバーの場合、ダイビング中に加わる咬合力によって欠損補綴物が破損する原因となる。

### 歯肉の外傷
不適の著しいマウスピースの装着が、歯肉を損傷する原因となる。

### ドライマウス
疾病や加齢によって唾液分泌に支障があり、ドライマウスの症状を有するダイバーが、ダイビング中に乾燥したタンクの空気を呼吸すると、ドライマウスの症状が増悪する原因となる。

### 悪心
適合の悪いマウスピースや有床義歯は、船酔いなどの悪心を増悪する原因となる。

## 関連サイト
- 日本スポーツ歯科医学会
- たかがマウスピースされどマウスピース